# República de Creta
La República de Creta (grec Κρητική Πολιτεία) va ser establerta el 1898, després de la intervenció de les grans potències a l'illa de Creta, i va durar fins al 1913, amb la incorporació definitiva de Creta a Grècia. El 1897 una insurrecció a Creta va portar a l'Imperi Otomà a declarar la guerra a Grècia, que va portar el Regne Unit, França, Itàlia i Rússia a intervenir amb l'argument que l'Imperi Otomà no podia mantenir el control de l'illa.

## Història

### Establiment de l'Estat de Creta
El març de 1897, les grans potències, va decidir restaurar l'ordre tot governant illa temporalment a través d'un comitè de quatre almiralls que va romandre en el càrrec fins a l'arribada del príncep Jordi de Grècia com a primer Alt Comissionat (grec Αρμοστής) d'una Creta autònoma, que es va separar efectivament de l'Imperi Otomà, el 9 de desembre de 1898. Les forces turques van ser expulsades el 1898, i es va fundar una República de Creta autònoma, sota sobirania otomana, defensada per una força militar internacional, i amb l'Alt Comissionat proporcionat per Grècia.

### Agitació interna: la revolta de Thérisso

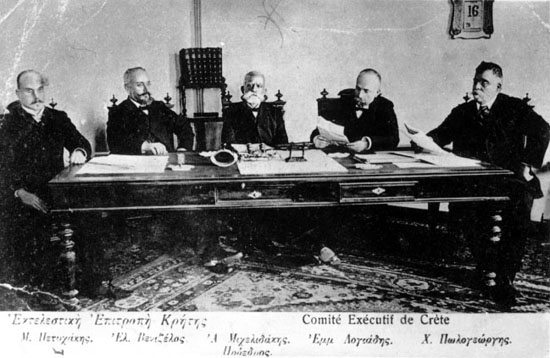
El Consell Executiu de Creta 1898. Venizelos és el segon de l'esquerra.

El 13 de desembre 1898, el príncep Jordi de Grècia va arribar com a Alt Comissionat per a tres anys de mandat. El 27 d'abril 1899 es va crear un Comitè Executiu, en el qual un jove advocat de Khanià, Elevthérios Venizelos, va participar en qualitat de Ministre de Justícia. El 1900, Venizelos i el Príncep havien tingut diferències sobre les polítiques nacionals, així com la qüestió de l'Enosis, la unió amb Grècia.
Venizelos va dimitir a principis de 1901, i durant els següents tres anys, ell i els seus partidaris van lliurar una dura lluita política amb la facció del príncep, que va portar a un estancament polític i administratiu de l'illa. Finalment, el març de 1905, Venizelos i els seus partidaris es van reunir al poble de Thérisso, prop de Khanià, i van constituir una "assemblea revolucionària", van exigir reformes polítiques i van declarar la "unió política de Creta amb Grècia com únic estat constitucional lliure" en un manifest lliurat als cònsols de les grans potències. La gendarmeria de Creta es va mantenir lleial al príncep, però molts membres es va unir a la revolta, i malgrat la declaració de la llei marcial el 18 de juliol, les seves forces militars no van fer cap moviment contra els rebels.
El 15 d'agost, l'Assemblea de Creta va votar a favor de les propostes de Venizelos, i les grans potències van acordar un acord pel qual el príncep Jordi renunciaria i es crearia una nova constitució. A les eleccions de 1906 els partits pro-Príncep van tenir 38.127 vots, mentre que els partits pro-Venizelos van tenir 33.279 vots. El setembre de 1906 el príncep Jordi va deixar l'illa i va ser substituït per l'ex-primer ministre grec Aléxandros Zaïmis. Llavors, l'organització de la Gendarmeria va ser cedida a oficials grecs, i es va iniciar la retirada de les tropes estrangeres de Creta que va quedar de facto sota control grec.

### La unió amb Grècia
El 1908, aprofitant l'agitació interna a Turquia, així com l'absència de Zaïmis, lluny de l'illa, els diputats de Creta van declarar la unió amb Grècia, però aquest acte no va ser reconegut internacionalment fins al 1913, després de les guerres balcàniques.
Pel Tractat de Londres (1913), el soldà Mehmet V va renunciar al seu dret formal sobre l'illa. El desembre, la bandera grega es va hissar a la fortalesa Firkas de Khanià, amb l'assistència d'Elevthérios Venizelos i el rei Constantí I de Grècia, i Creta es va unir al Regne de Grècia.
La minoria musulmana de Creta va romandre a l'illa, però posteriorment va ser expulsada a Turquia el 1923 en el marc de l'intercanvi de poblacions entre Grècia i Turquia basat en criteris de religió, acordat al Tractat de Lausana entre Turquia i Grècia.